# Nurzaniec amerykański
Nurzaniec amerykański, n. olbrzymi (Vallisneria americana Michx.) – gatunek rośliny z rodziny żabiściekowatych (Hydrocharitaceae). Pochodzi z ciepłych wód Ameryki Północnej i środkowej, Australii i Azji południowej i wschodniej. Zawleczony w wiele innych miejsc. W Polsce uprawiany jako roślina akwariowa. Bylina dwupienna, rozrastająca się za pomocą kłącza. Ma długie równowąskie liście osiągające do ponad 150 cm długości.

## Uprawa
Wymaga wody o pH 6,0-8,0 i temperaturze 18-30°C. Ma przeciętne wymagania świetlne i odżywcze. Jako roślina akwariowa zalecana jest do sadzenia w tylnej części wysokich akwariów, bądź zbiorników, w których roślina porastać ma częściowo lustro wody. Gatunek łatwy w hodowli, szybko się rozrasta i rozmnaża poprzez rozłogi, ma ozdobny wygląd, daje schronienie małym rybkom. Dobrze znosi okresowe wahania temperatur.